# ميلتون أغيلار
ميلتون أغيلار (بالإسبانية: Milton Aguilar)‏ (2 مارس 1984 بمدينة مكسيكو في المكسيك - ) هو لاعب كرة قدم مكسيكي في مركز حراسة المرمى. لعب مع سانتوس لاغونا ونادي أمريكا وAlacranes de Durango ‏.